# ベルナーオーバーラント鉄道ABDeh4/4形電車

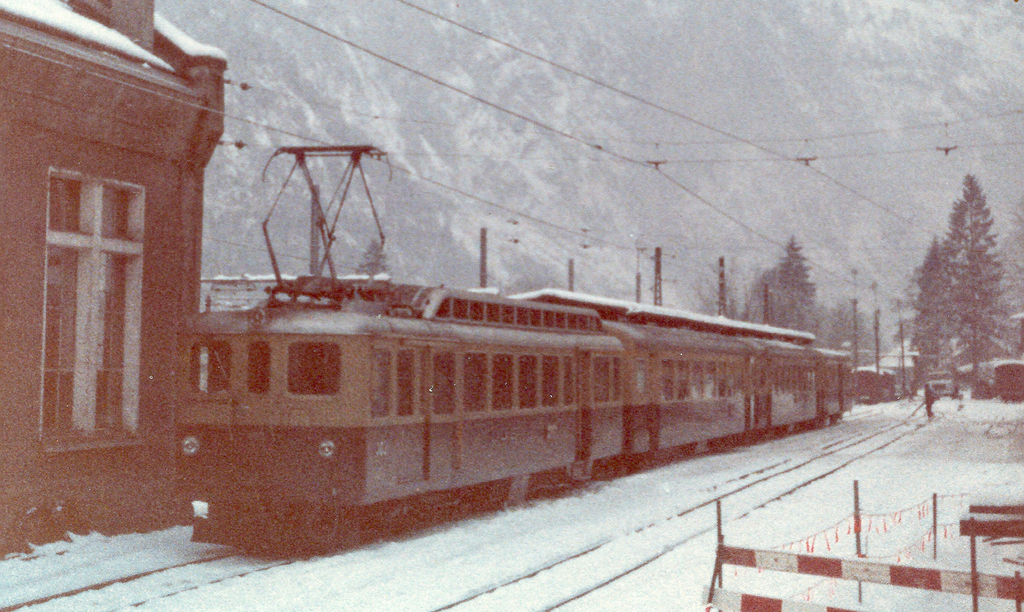
ABDeh4/4 303号機が牽引する列車、ラウターブルンネン駅

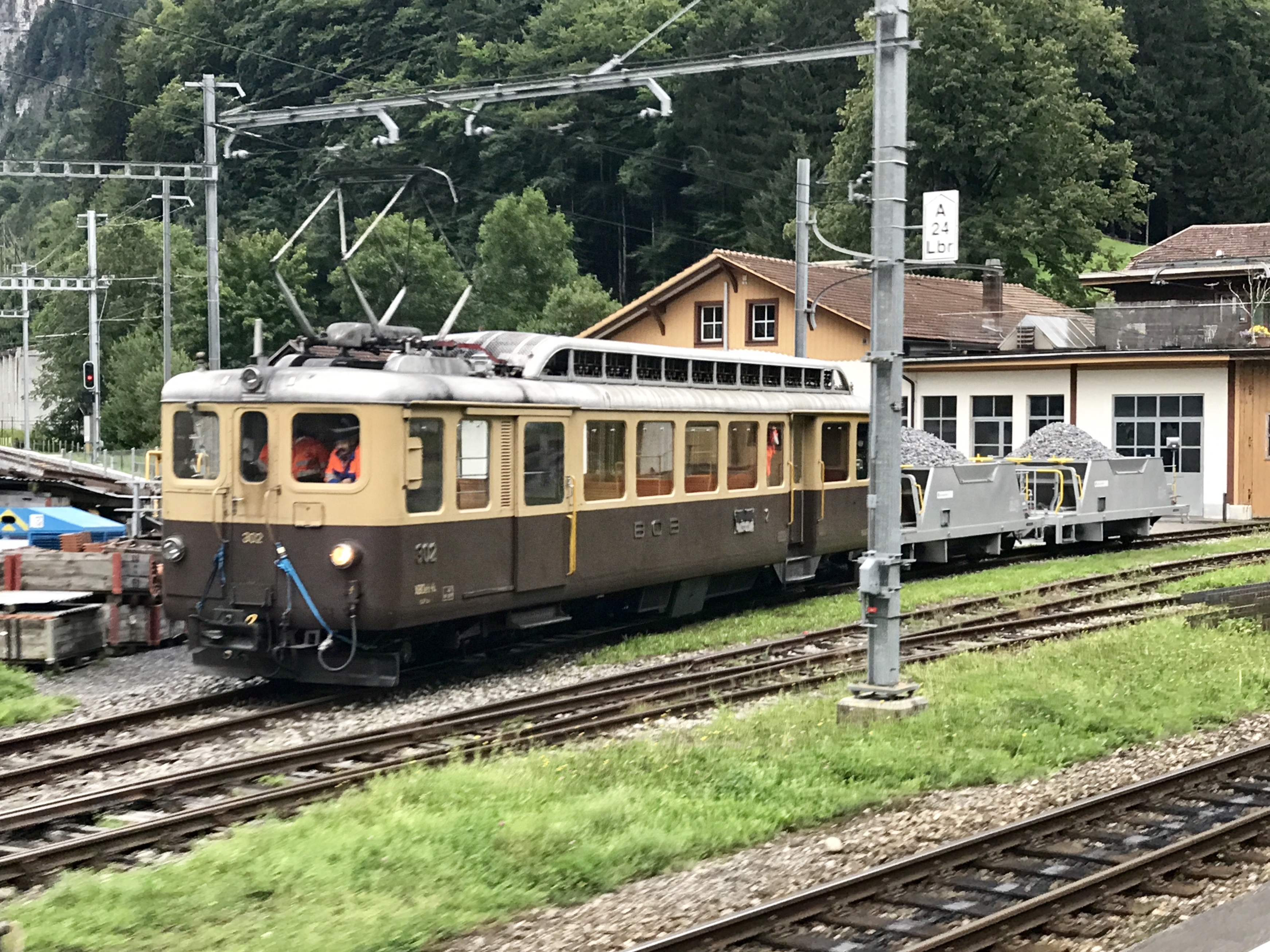
事業用に転用されたABDeh4/4 302号機が牽引する列車、2017年

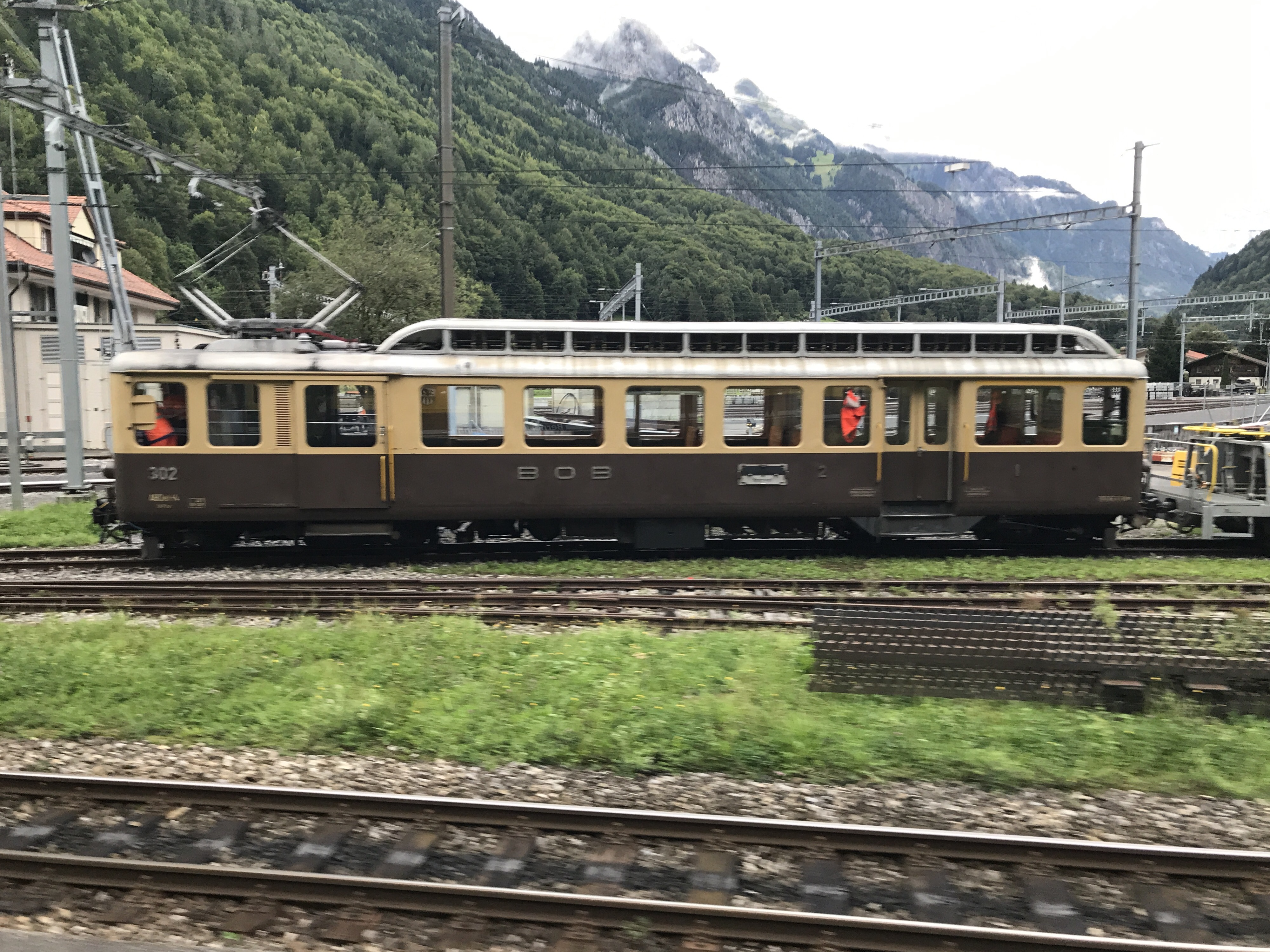
同じくABDeh4/4 302号機、2017年

ベルナーオーバーラント鉄道ABDeh4/4形電車(ベルナーオーバーラントABDeh4/4がたでんしゃ)は、スイス中央部の私鉄であるベルナーオーバーラント鉄道（Berner Oberland-Bahn (BOB)）で使用される山岳鉄道用ラック式電車である。なお、本機はBCFeh4/4形の301-303号機として製造されたものであるが、1956年の称号改正によりABFeh4/4形に、1965年の称号改正によりABDeh4/4形となったものであり、その後事業用車化されてDeh4/4形となったものである。

## 概要
1890年に開業したベルナーオーバーラント鉄道は、その後1914年の直流1500Vでの電化に際してHGe3/3形電気機関車9機を用意したが、1940年代にはその後輸送力の増強が必要な状況となっていた。当時のスイスでは、1930年代後半から1940、50年代にかけてSLMとBBCが製造した2軸ボギー台車にコンパクトにまとめたラック式もしくは粘着式/ラック式の駆動装置を組み込んだ動軸2軸で定格出力150-250kWの小出力のラック式電車がモントルー-グリオン鉄道、グリオン-ロシェ・ド・ネー鉄道、エーグル-レザン鉄道、ベー-ヴィラー-ブルタユ鉄道の各鉄道に導入されていた一方、ブリーク-フィスプ-ツェルマット鉄道やフルカ・オーバーアルプ鉄道ではHGe4/4I形のような、2軸ボギー式台車に粘着式/ラック式の駆動装置を吊掛式に装荷した1時間定格出力700-900kW級の機関車を導入していた。このような状況において、ベルナーオーバーラント鉄道では新しい動力車を増備するにあたり、集電動機を台車装荷とした中形の電車でも定格出力630kWを発揮できる見込みとなったため、従来の電気機関車ではなく電車で客車列車を牽引することとなり、1946年に発注、1949年に導入した機体が本形式である。本形式は車体、機械部分、台車をSLM、電機部分、主電動機はBBCが担当して製造されたもので、 小型高速回転の主電動機を台車装荷とした直角カルダン駆動方式の粘着式/ラック式の台車を装備して1時間定格出力632kW、牽引力98kNを発揮する汎用機である。なお、機番とSLM製番、製造年月日、製造所は下記のとおり。
- 301 - 3970 - 1949年2月21日 - SLM/BBC
- 302 - 3971 - 1949年4月6日 - SLM/BBC
- 303 - 3972 - 1949年6月20日 - SLM/BBC

## 仕様

### 車体
- 車体は両運転台式で、同時期に同じSLMで製造されたヴェンゲルンアルプ鉄道[11]のBDhe4/4 101-118形[12]電車と類似の丸みを帯びたスタイルで、窓下に型帯の入った初期の軽量構造の鋼製車体となっている。
- 正面は貫通扉付の丸妻、3枚窓のスタイルで、貫通扉上部と下部左右の3箇所に丸型の前照灯が設置され、正面窓にのみ縁取がついている。連結器はベルナーオーバーラント鉄道では初めて採用された車体取付の+GF+式[13]ピン・リンク式自動連結器で、従来のピン・リンク式連結器とも連結可能なものとなっている。そのほか、先頭部には暖房引通用の電気連結器と空気管用の連結ホースが設置されるほか、先頭部の台車下部に大型のスノープラウが設置されている。
- 車体は前位側から長さ1500mmの運転室、1650mmの1等室（称号改正前の2等室）、2280mmの出入口およびトイレの設置されたデッキ、3000mmの2等室（称号改正前の3等室）、4420mmで面積6.22の荷物室および運転室の構成となっており、窓扉配置は2D41D11（運転室/荷物室窓-荷物扉-2等室窓-デッキ窓-乗降扉-1等室窓-運転室窓）、客室窓は2等室は幅1200mm、1等室は1400mmの大型下降窓、乗降扉は幅1200mmの両開式外開戸で乗降口には2段のステップが設置され、荷物扉は有効幅1200mmの外吊式片引戸となっている。
- 1等室の座席はシートピッチ1650mm、2等室は1500mmでいずれも2+2列の4人掛けの固定式クロスシートで、1等室に1ボックス、2室の2等室にそれぞれ2ボックスずつ設置されており、座席定員は1等は1等室の8名に前位側運転室の反運転席側の2名分の客席を加えた計10名、2等が2室の2等室の計32名にデッキの2名分と荷物室の4名分のそれぞれ折畳式補助席を加えた計38名となっており、座席は1等室のものがモケット貼りのもの、2等室のものは木製ニス塗りのものでいずれも背摺りはヘッドレストのない低いものとなっている。室内は壁面が濃いベージュ、天井が白で1等室の座席モケットは赤系、運転席機器類は薄緑色となっている。
- 運転室は半開放式の右側運転台でスイスやドイツで一般的な円形のハンドル式のマスターコントローラーであるが、本形式では一般的な運転席正面ではなく左側に設置されているほか、運転室横の窓は下落とし式となっている。
- 屋根上の後位側車端部に菱形のパンタグラフを設置し、その他には屋根上全長に渡って大型の主抵抗器を設置しているほか、製造当初は車端部に暖房引通用の電気連結器を設置していた。
- 塗装
  - 製造時は、車体は下半部を茶色、上半分をベージュとしたその後のベルナーオーバーラント鉄道の標準塗装となるもので、側面下部中央には"BOB"の、乗降扉脇には客室等級の、側面後位側車端部には機番のそれぞれクロームメッキの切抜文字が設置され、正面貫通扉には機番の、側面後位側車端の車体裾部には形式名と機番がそれぞれ入り、手摺類は黄色、床下機器と台車がダークグレー、屋根および屋根上機器は銀であった。
  - その後1956年の客室等級の変更に伴って切抜文字も"2"と"3"から"1"と"2"に変更されるとともに1等室窓上に黄色の識別帯が入れられている。

### 走行機器
- 制御装置はBBC製の抵抗制御式で、1時間定格出力632kW、牽引力98kNの性能と粘着区間で70km/h、ラック区間で30km/hの最高速度を発揮するほか、電気ブレーキとして回生ブレーキと発電ブレーキを装備している。なお、重連総括制御機能を持たないため、重連時には協調運転で運行される。
- 台車はSLM製の鋼板溶接組み立て式で、ラック式専用のヴェンゲルンアルプ鉄道のBDhe4/4 101-118形電車のものをベースに粘着式/ラック式両用としたもので、台車枠は端梁と側梁のほか、側梁間に渡された横梁、その横梁間の中梁、台車中心を通り側梁間に斜めに渡された斜梁で構成されたもので、その中に粘着式/ラック式駆動双方の駆動装置を小型化して固定軸距2950mmにまとめたものとなっている。枕ばねは重ね板ばね、軸ばねはコイルばね、軸箱支持方式は円筒支持方式となっており、牽引力はセンターピンで伝達される。
- 各台車2基の主電動機は台車枠にレール方向に装荷され、駆動力は主電動機からカルダン・ジョイント付プロペラシャフトを経て各軸の歯車箱へ伝達され、傘歯車で枕木方向へ向きを変えた中間軸から粘着動輪と、各動軸にフリーで嵌込まれたラックレール用のピニオンにそれぞれ一段減速で伝達される。また、ラック方式はラックレールがラダー式1条のリッゲンバッハ式で、動輪のタイヤが1/2磨耗した時に粘着動輪とピニオンの周速が一致するようにギヤ比が設定されており、減速比は粘着動輪が1:6.200、ピニオンが1:5.150である。このほか、主電動機の冷却気は前位側の台車はデッキ内の吸気口から、後位側台車は側面荷物扉横に設置されたルーバーから採り入れるほか、両車端軸に砂撒き装置が装備されており、砂箱は運転室内反運転室側先頭部に、砂箱蓋は正面窓下部にそれぞれ装備されている。
- ブレーキ装置は制御装置による発電ブレーキと回生ブレーキのほか、空気ブレーキと手ブレーキを装備し、基礎ブレーキ装置として粘着動輪へは両抱式の踏面ブレーキ、ピニオンにはピニオン併設のブレーキドラムに作用するバンドブレーキが装備される。
- 改造
  - 製造後、運転室の反運転席側側面窓にバックミラーの設置、車端部屋根上の通電部に隣接の車両から棒状のシューを渡して通電する暖房用電気連結器の撤去、側面の乗降扉もしくは荷物扉より車端寄りに雨樋を設置などの改造が順次実施されている。
  - 2007年には事業用車となった303号機をラッセル式除雪車とする改造が実施され、前位側の台車車端部のスノープラウを撤去して、前面下半部にZAUGG[14]製の大型可動式除雪装置を設置している。

### 主要諸元
- 軌間：1000mm
- 電気方式：DC1500V架空線式
- 軸配置：Bo'zzBo'zz
- 最大寸法：全長17000mm、車体幅2650mm
- 軸距：2950mm
- 台車中心間距離：10800mm
- 動輪径：778mm
- ピニオン有効径：637mm
- 自重：40.0t
- 定員：1等 （称号改正前2等）座席10名、2等（称号改正前3等）座席38名（うち補助席6名）
- 荷重：2.0t
- 走行装置
  - 主制御装置：抵抗制御
  - 主電動機：直流電動機×4台（1時間定格出力：632kW、回転数930rpm）
  - 減速比：6.200（粘着動輪）、5.150（ピニオン）
  - 牽引力：98kN（1時間定格）
  - 牽引トン数：t（120パーミル）
- 最高速度：70km/h（粘着区間）、30km/h（ラック区間）
- ブレーキ装置：発電ブレーキ、回生ブレーキ、空気ブレーキ、手ブレーキ

## 運行・廃車
- 製造後はベルナーオーバーラント鉄道の全線で旅客列車および貨物列車を牽引していたが、この路線は全長23.69km、最急勾配は粘着区間で25パーミル、リッゲンバッハ式のラック区間で120パーミルで標高567mのインターラーケン・オストからツヴァイリュッチーネンで分岐して標高795mのラウターブルンネンもしくは1034mのグリンデルヴァルトまでを登る山岳路線である。
- 本機はHGe3/3形電気機関車とともに使用され、最大6両程度の客車を牽引して運行され、機関車牽引時と同様に終端駅では先頭に電車を付け替えていた。また、製造当初は客車の連結器は従来のピン・リンク式連結器のものが多く、本形式も連結器にリンクを設置して運行されていたほか、暖房用引通しも、先頭下部の電気連結器ではなく車端部屋根上の電気連結器を使用していた。
- その後1965年以降新しいABeh4/4I形[15]7機が増備されて、旧型のHGe3/3形は9機中5機が廃車となったが、本形式は引続き主力として使用され、ラウターブルンネン行およびグリンデルヴァルト行列車の方面別2編成の電車牽引列車を併結して協調運転をする最大14両編成の列車でも運行されていた。
- 1984年にABeh4/4II形およびBDt 401-403形制御客車が導入されて電車牽引列車の一端に制御客車を連結したシャトルトレインとして運行されるようになり、ABeh4/4I形には重連総括制御機能が追加されたが、本形式には改造は実施されず次第に予備的に使用されるようになったほか、1等室を2等室扱いとして運用されるようになり、形式名もBDeh4/4形もしくは(A)BDeh4/4形と呼ばれるようになったが、客室等級表記や1等室窓上の黄帯など外観上は大きく変更はされていない。なお、HGe3/3形はその後歴史的機関車として残された24号機と29号機を残して廃車となっている。
- 1988年には301号機がマイリンゲン-イネルトキルヒェン鉄道[16]に譲渡され、集電装置をシングルアーム式パンタグラフに変更の上同鉄道で運行されたが、同鉄道初の新造車であるBe4/4 8号機の増備に伴い1996年に廃車となり、翌1997年には解体されている。
- スイス国内の列車がパターンダイヤ化されたBahn+Bus 2000計画によってベルナーオーバーラント鉄道でも旅客列車の運行系統の整理による運行の効率化が計画され、1999年のウムラー信号場 - ツヴァイリュッチーネン間の複線化や、列車のシャトルトレイン化などがなされたことによって302号機、303号機ともに事業用として使用されるようになり、形式名もDeh4/4形に変更されている。